# Barytarbes flavicornis
Barytarbes flavicornis är en stekelart som först beskrevs av Thomson 1892.  I den svenska databasen Dyntaxa används istället namnet Barytarbes segmentarius. Barytarbes flavicornis ingår i släktet Barytarbes och familjen brokparasitsteklar. Arten är reproducerande i Sverige. Utöver nominatformen finns också underarten B. f. sultanator.